# Vochysia duquei
Vochysia duquei är en tvåhjärtbladig växtart som beskrevs av Pilger. Vochysia duquei ingår i släktet Vochysia och familjen Vochysiaceae. Inga underarter finns listade i Catalogue of Life.